# Campi di lavoro e di internamento nelle colonie italiane
Elenco di campi di lavoro e di internamento esistiti nelle colonie italiane o per cittadini di colonie italiane.

## Campi di internamento in Italia per indigeni
I campi di internamento per indigeni libici nel 1912 erano:
- Gaeta (LT), Lazio con 654 deportati
- Ponza (LT), Lazio con 136 deportati
- Isole Tremiti (FG), Puglia con 1.080 deportati
- Ustica (PA), Sicilia con 834 deportati
- Favignana (TP), Sicilia con 349 deportati

Il totale era di 3.053 detenuti di cui 917 rimpatriati nel 1912, anche se nel periodo 1915-1918 raggiunsero punte notevoli i detenuti nelle diverse colonie penali. Inoltre vennero anche rinchiusi nel carcere di Caserta.

## Colonia eritrea (1890-1941)
| Città                                 | Tipologia di internati              | internati (stima)   | Operatività |
| ------------------------------------- | ----------------------------------- | ------------------- | ----------- |
| Assab, Dancalia                       | internamento di etiopi e di eritrei | ?                   | 1890-1941   |
| Massaua, Bassopiano Orientale         | internamento di etiopi e di eritrei | ?                   | 1890-1941   |
| Asmara, Hamasien                      | internamento di etiopi e di eritrei | ?                   | 1890-1941   |
| Cheren, Cheren                        | internamento di etiopi e di eritrei | ?                   | 1890-1941   |
| Addi Ugri, Seraè                      | internamento di etiopi e di eritrei | ?                   | 1890-1941   |
| Addì Caieh, Acchelè Guzai             | internamento di etiopi e di eritrei | ?                   | 1890-1941   |
| Nocra, Arcipelago di Dahlak, Dancalia | internamento di etiopi e di eritrei | min. 500 max. 1.500 | 1887-1941   |

## Libia (1912-1943)

### Campi maggiori
| Città                | Tipologia di internati       | internati (stima) | Operatività |
| -------------------- | ---------------------------- | ----------------- | ----------- |
| Giado                | internamento di ebrei libici | 2.597             | 1938-1943   |
| Marsa El Brega       | internamento di libici       | 21.117            | 1924-1943   |
| Soluch               | internamento di libici       | 20.123            | 1924-1943   |
| Auaghir              | internamento di libici       | 20.123            | 1924-1943   |
| Abid                 | internamento di libici       | 20.123            | 1924-1943   |
| Orfa                 | internamento di libici       | 20.123            | 1924-1943   |
| Fuacher              | internamento di libici       | 20.123            | 1924-1943   |
| Mogarba              | internamento di libici       | 20.123            | 1924-1943   |
| El Agheila           | internamento di libici       | 10.900            | 1924-1943   |
| Sidi Ahmed el Magrun | internamento di libici       | 13.050            | 1924-1943   |

### Campi minori
- Derna
- Apollonia
- Barce
- Driana
- Sidi Khalifa
- Suan el Teria
- En Nufilia
- Bengasi
- Coefia
- Guarscia

I vari campi nel 1931 raccoglievano totalmente 90.761 reclusi.

## Somalia Italiana (1892-1941)
| Città  | Tipologia di internati          | internati (stima) | Operatività |
| ------ | ------------------------------- | ----------------- | ----------- |
| Danane | internamento di somali e etiopi | 6 500             | 1937-1941   |